# Paul Landowski
Paul Maximilien Landowski (Parigi, 1º giugno 1875 – Boulogne-Billancourt, 31 marzo 1961) è stato uno scultore francese di origini polacche.
A Landowski appartiene il progetto del Cristo Redentore di Rio de Janeiro, realizzato in collaborazione con l'ingegnere Heitor da Silva Costa nel 1931 e con lo scultore rumeno Gheorghe Leonida che scolpì il volto.